# Лес Костелло
Лес Костелло (англ. Les Costello, нар. 16 лютого 1928, Тіммінс — пом. 10 грудня 2002, Торонто) — канадський хокеїст, що грав на позиції крайнього нападника.

## Життєпис
Професійну хокейну кар'єру розпочав 1946 року.
Його дебют у сезоні 1947/48 в плей-оф у складі «Торонто Мейпл-Ліфс» став багатообіцяючим. Лес провів лише п'ять матчів закинув дві шайби та зробив дві результативні передачі. У наступному сезоні в регулярному чемпіонаті в складі «Мейпл-Ліфс» відіграв 15 матчів, а згодом поступив до семінарії після завершення якої став священиком.
Його рідний брат Мюррей також хокеїст.

## Нагороди та досягнення
- Володар Кубка Стенлі в складі «Торонто Мейпл-Ліфс» — 1948.